# Gianni Ambrosio
Pour les articles homonymes, voir Ambrosio.
Gianni Ambrosio (né le 23 décembre 1943 à Santhià, dans la province de Verceil, Piémont, Italie) est un évêque catholique italien, évêque émérite de Plaisance-Bobbio depuis juillet 2020.

## Biographie
Né à Santhià, dans la région du Piémont, le 23 décembre 1943, Gianni Ambrosio étudie au séminaire de Vercelli et est ordonné prêtre le 7 juillet 1968.
En 1970, à l'Institut catholique de Paris, il obtient une licence en sciences sociales et en 1972 à l'École pratique des hautes études, un diplôme en sociologie de la religion. En 1995, il devient docteur en théologie à l'université pontificale du Latran de Rome.
Il retourne dans son diocèse de 1974 à 1988, et de 1988 à 2001 il est curé de la paroisse de Saint-Paul à Vercelli.

### Évêque
Le 22 décembre 2007, le pape Benoît XVI le nomme évêque de Plaisance-Bobbio. Il est consacré évêque le 16 février 2008 par le cardinal Tarcisio Bertone. Il a souhaité être consacré dans la cathédrale de Plaisance pour entrer en fonction le jour même de sa consécration.
Il se retire le 16 juillet 2020.

## Devise épiscopale
« Vestigia Christi sequentes » (« Suivants les habitudes du Christ »)

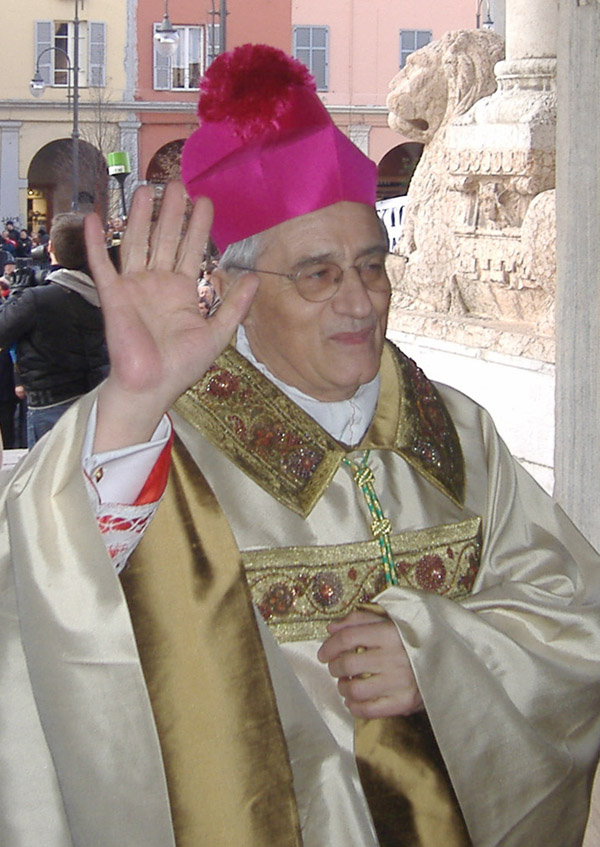
Gianni Ambrosio, le 16 février 2008, à l'entrée de la cathédrale de Plaisance.

## Publications
- Ambrosio G. et al., Per una pastorale che si rinnova, Leumann: Elle Di Ci, 1981
- Ambrosio G., Chiesa e mondo in dialogo : dal modello conciliare ai programmi pastorali della CEI, stampa, 1983
- Angelini G., Ambrosio G., Laico e cristiano : fede e le condizioni comuni del vivere Gênes: Marietti, 1987
- Ambrosio G. et al., Comunicazione e ritualita : la celebrazione liturgica alla verifica delle leggi della comunicazione, Padoue: Messaggero, 1988
- Ambrosio G. et al., Chiesa e parrocchia, Rivoli : Elle Di Ci, 1989
- Ambrosio G. et al., La dottrina sociale della Chiesa, Milano : Glossa, 1989
- Ambrosio G. et al., Percorsi di chiese : un cammino pastorale : Milan 1980-1990, Milano : Ancora, 1990
- Ambrosio G., Da cristiani nella società : la questione sociale in provincia di Vercelli, Vercelli : Edizioni della Sede provinciale delle A.C.L.I., 1991
- Ambrosio G. et al., Messaggi alle chiese : le parole forti del postconcilio, Milano: Ancora, 1992
- Ambrosio G. et al., Cristianesimo e religione, Milan: Glossa, 1992
- Ambrosio G. et al., Parrocchia e dintorni : tracce per una riflessione pastorale, Milan: Ancora, 1993
- Ambrosio G. et al., La carità e la Chiesa: virtù e ministero, Milan: Glossa, 1993
- Ambrosio G. et al., Nuove ritualità e irrazionale : come far rivivere il mistero liturgico, Padova: Messaggero, 1993
- Ambrosio G. et al., La chiesa e il declino della politica, Milan: Glossa, 1994
- Ambrosio G., Zai L., Gioventù virtuale: indagine sui giovani vercellesi dai 17 ai 24 anni, Vercelli, 1994
- Ambrosio G. et al., La formazione della coscienza morale, Roma: AVE, 1995
- Ambrosio G. et al., L'omelia : un messaggio a rischio, Padoue: Messaggero, 1996
- Ambrosio G. et al., Il vangelo della carità chiama i giovani, Milan: Ancora, 1996
- Ambrosio G. et al., La Chiesa e i media, Milan: Glossa 1996
- Ambrosio G. et al., Le sette religiose, Milan: Encora, 1996
- ‘‘Enciclopedia del cristianesimo : storia e attualità di 2000 anni di speranza, Novara: Istituto geografico De Agostini, 1997
- Ambrosio G. et al., Il primato della formazione, Milan: Glossa, 1997
- Ambrosio G. et al., Apocalittica e liturgia del compimento, Padoue: Messaggero, 2000
- Ambrosio G. et al., Il progetto culturale della Chiesa italiana e l'idea di cultura, intoruction de Camillo Ruini, Milan: Glossa, 2000
- Ambrosio G. et al., Genitori e figli nella famiglia affettiva, Milan: Glossa, 2002
- Ambrosio G. et al., Fede cristiana e diversità religiosa, Bergame: Litostampa, 2003
- Ambrosio G. et al., La democrazia in questione: politica, cultura e religione, Milan: Glossa, 2004
- Ambrosio G., L'avventura entusiasmante dell'Università Cattolica: pellegrinaggio alle origini, Milan: V&P, 2006